# St. Peter und Paul (Kirchberg)

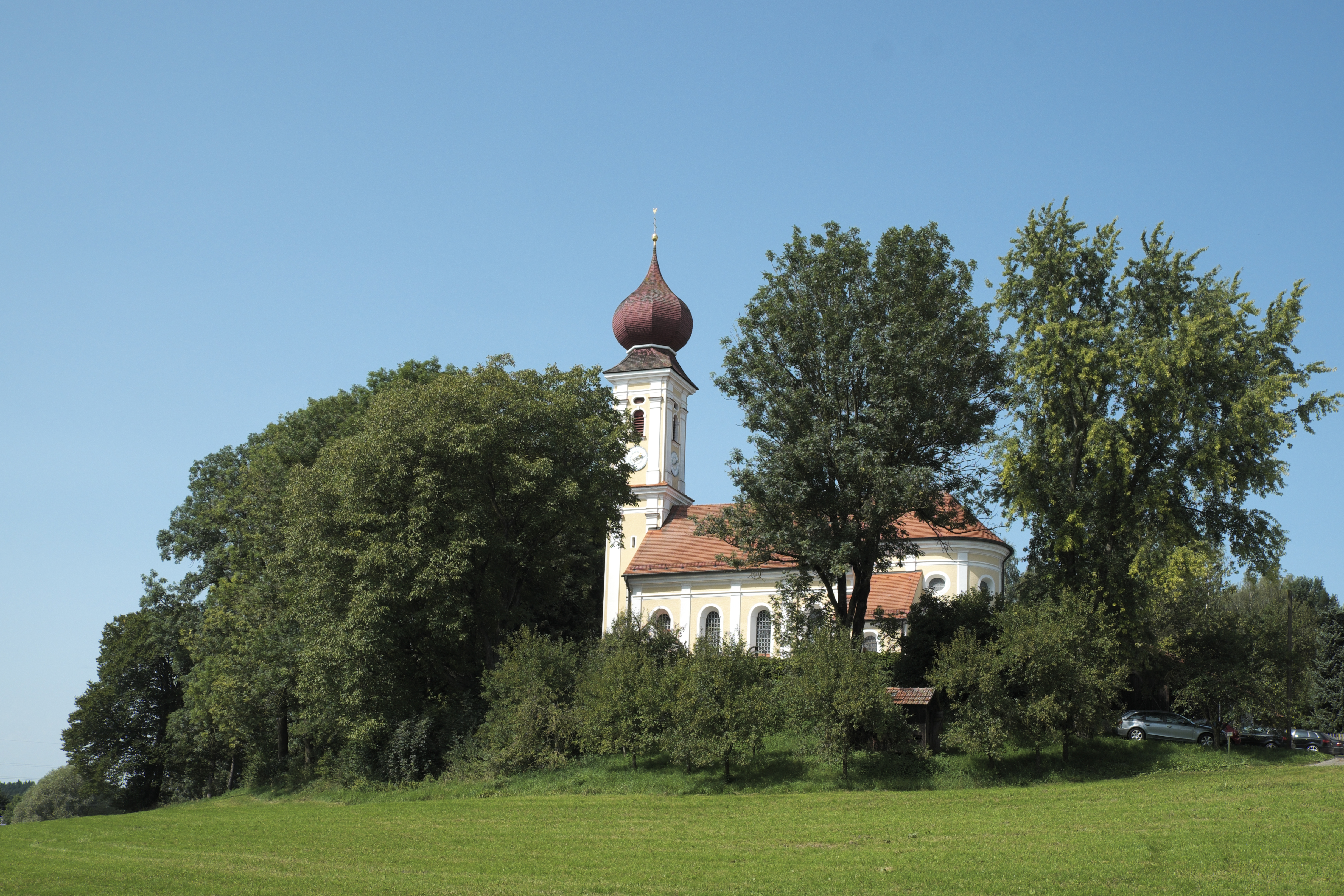
Außenansicht der Filialkirche St. Peter und Paul von Norden

Die römisch-katholische Filialkirche St. Peter und Paul in Kirchberg im oberbayerischen Landkreis Erding ist ein einheitlich barocker Saalbau, der in den Jahren 1728 bis 1730 nach den Plänen des Erdinger Stadtmaurermeisters Anton Kogler errichtet wurde. Es ist als Baudenkmal mit der Nummer D-1-77-124-1 beim Bayerischen Landesamt für Denkmalpflege eingetragen.
Kirchenorganisatorisch ist das Gotteshaus der Pfarrei St. Nikolaus in Schröding zugeordnet. Im Jahr 1411 war Kirchberg, zunächst wohl zur Pfarrei Velden gehörend, der Pfarrei Steinkirchen zugeschlagen worden. Mit der Erhebung Schrödings zur Expositur 1901 wurde Kirchberg Teil dieser neuen kirchlichen Verwaltungseinheit. Auch nach der Pfarrerhebung Schrödings im Jahr 1921 verblieb Kirchberg dort.

## Beschreibung
Der Kirchenbau umfasst ein vierjochiges Langhaus und einen eingezogenen Chor, der mit einer halbrunden Apsis abschließt. Der leicht in das Langhaus einspringende Westturm ist auf der Mittelachse des Bauwerks angeordnet. Auf der Nordseite des Presbyteriums ist die Sakristei angebaut. Der Außenbau ist durch flache, weiße getünchte Pilaster und rundbogige Fensteröffnungen mit weiß getünchten Laibungen, die sich deutlich vom Gelb der Außenwände abheben, gegliedert. Auch der schlanke Turm mit stark eingeschnürter Zwiebelkuppel weist eine Pilastergliederung auf und besitzt dieselbe Farbgebung wie der übrige Bau.

### Orgel
Die Orgel der Filialkirche St. Peter und Paul wurde 1723 von einem unbekannten Orgelbauer erstellt. Zunächst war sie in der Pfarrkirche St. Margaret in Markt Schwaben aufgestellt; erst 1872 kam sie nach Kirchberg. Besondere Merkmale der Orgel sind der barocke Prospekt und die rein mechanische Traktur. Die ursprüngliche Disposition der Orgel lautete wie folgt:
| I Manual CDEFGA–c3 |         |
| Gedackt            | 8′      |
| Gamba              | 8′      |
| Principal          | 4′      |
| Flöte              | 4′      |
| Octav              | 2′      |
| Mixtur             | 2′ + 3′ |
| Quinte             | 1 ⁄3′   |
| Superoctave        | 1′      |

| Pedal CDEFGA–a |     |
| Subbaß         | 16′ |
| Octavbaß       | 8′  |

Im Jahr 1921 wurde das Instrument von der Firma Behler & Waldenmaier aus München unter Beibehaltung des Barockprospekts umgebaut. Die Anzahl der Register wurde von zehn auf sechs verringert; dafür wurde ein freistehender Spieltisch ergänzt. Diese Orgel wurde 1973 von Ludwig Wastlhuber restauriert. Ihre Disposition lautet folgendermaßen:
| I Manual C–f3 |    |
| Principal     | 8′ |
| Gedackt       | 8′ |
| Salicional    | 4′ |
| Flöte         | 4′ |
| Octave        | 2′ |

| Pedal C–c1 |     |
| Subbaß     | 16′ |